# Canada Act
Canada Act 1982 byl zákon přijatý britským parlamentem, který završil proces patriace – přerušování ústavních a legislativních propojení mezi Velkou Británii a Kanadou a z toho plynoucího osamostatňování Kanady. Je součástí ústavy Kanady. Byl přijat na žádost kanadského Senátu a Dolní sněmovny, aby byla kanadská ústava patrifikována, čímž byla ukončena pravomoc britského parlamentu měnit ústavu. Zároveň byla zrušena ustanovení Westminsterského statutu z roku 1931, který dával britskému parlamentu právo měnit z vlastní iniciativy zákony týkající se Kanady.